# BIS Baskets Speyer
Die Ahorn Camp Baskets (früher auch: Ahorn Camp BIS Baskets Speyer) sind eine Basketballmannschaft aus Speyer. Sie sind die erste Herrenmannschaft des Basketball-Internat Speyer e. V.

## Geschichte
Bis zu ihrer Aufstiegssaison 2006/07 hieß die 1. Herrenmannschaft SG TV Dürkheim/BIS Speyer. Nach ihrem Aufstieg in die 2. Basketball-Bundesliga (2. Bundesliga ProB) benannten sie sich in BIS Baskets Speyer um. Nach dem Abstieg 2010 spielten die BIS Baskets Speyer  in der 1. Regionalliga-Südwest. Zur Saison 2011/2012 wurde der ehemalige Spieler Carl Mbassa neuer Headcoach der BIS Baskets Speyer. Er ersetzte den bisherigen Trainer Reiner Chromik an der Seitenlinie. Unter seiner Führung wurde in der Saison 2011/2012 der Aufstieg knapp verpasst. Mbassa verließ den Verein nach einem Jahr wieder und wechselte als Co-Trainer zum USC Heidelberg in die 2. Bundesliga ProA.
Zum Ende der Spielzeit 2012/2013 gelang den Baskets der Aufstieg zurück in die ProB. Zur Saison 2013/2014 kehrte daraufhin Carl Mbassa als Headcoach nach Speyer zurück und übernahm seinen ehemaligen Posten wieder. In den folgenden zwei Spielzeiten konnte die Klasse gehalten werden, am Ende der ProB 2015/16 stieg man jedoch wieder in die Regionalliga ab.
In der Saison 2017/18 wurde Speyer Tabellenzweiter der Regionalliga Südwest, der US-Amerikaner Jordan Rezendes war mit einem Punkteschnitt von 25,4 pro Begegnung bester Werfer der Mannschaft, gefolgt von den drei Spaniern Eduard Arques (19,5), Michael Acosta Marte (12,5) und Jordi Salto Sabate (11,5). Zwar verließen mehrere Leistungsträger die Mannschaft in der Sommerpause 2018, darunter Rezendes, der nach Cuxhaven wechselte, und Arques, der von Bochum verpflichtet wurde, aber als Ersatz wurden hochkarätige Neuzugänge an Land gezogen: Die langjährigen Profis Tim Schwarz, Dmitrij Kreis und Albert Kuppe kamen nach Speyer. Ebenso wurde der US-Amerikaner DJ Woodmore zurückgeholt, der bereits von 2014 bis 2016 in der 2. Bundesliga ProB für Speyer aufgelaufen war. Acosta wurde gehalten, der Brite Kingsley Nwagboso kam als Neuverpflichtung für die großen Positionen. Rheinpfalz.de bezeichnete die neuzusammengesetzte Mannschaft als den „besten Kader aller Zeiten“. Dieser wurde den hohen Erwartungen gerecht und gewann in der Saison 2018/19 den Meistertitel in der Regionalliga Südwest. Bester Korbschütze der Meistermannschaft war Kuppe mit 19,6 Punkten pro Begegnung.
Im Sommer 2018 stellte der Verein einen neuen Namensgeber vor. Danach bekamen die erste Mannschaft und die JBBL-Mannschaft durch die Erwerbung des Namensrechts durch ein Speyerer Unternehmen den Beinamen „Morgenstern“. Im Frühjahr 2019 stellte der Verein einen Fünfjahresplan vor, der die Zielsetzung enthielt, im Spieljahr 2020/21 die Meisterrunde in der 2. Bundesliga ProB zu erreichen und 2024/25 um den Aufstieg in die Basketball-Bundesliga mitzuspielen. Anfang Juni 2020 wurde das Ende der Zusammenarbeit mit der Morgenstern Consecom GmbH verkündet, das Unternehmen zog sich wegen der durch die COVID-19-Pandemie ausgelöste wirtschaftlichen Unsicherheit zurück. Die Mannschaft nannte sich fortan wieder BIS Baskets Speyer. Im Sommer 2020 verließen mehrere Leistungsträger die Mannschaft, darunter Albert Kuppe, Dimitrij Kreis, DJ Woodmore, Michael Acosta und Jordi Salto Sabate. Trainer blieb Carl Mbassa, der die Mannschaft eigener Aussage nach „komplett umstrukturierte“. Im September 2020 gab der Verein die Vereinbarung mit einem Unternehmen bekannt, in deren Folge der Mannschaftsname in Ahorn Camp BIS Baskets Speyer geändert und das Wappen neu gestaltet wurde.
Zur Saison 2024/25 wurde der Mannschaftsname in Ahorn Camp Baskets geändert. Die Ortsbezeichnung Speyer entfällt.

## Kader 2024/25
| Nr. | Name                 | Position       | Größe  | Geburtsdatum       | Letzter Verein           | Nationalität            |
| --- | -------------------- | -------------- | ------ | ------------------ | ------------------------ | ----------------------- |
| 0   | Daryl Woodmore (C)   | Shooting Guard | 1,89 m | 31. Januar 1992    | EPG Baskets Koblenz      | Vereinigte Staaten      |
| 2   | Joshua Kreilein      | Shooting Guard | 1,91 m | 10. Juli 2005      | –                        | Deutschland             |
| 3   | Dennis Diala         | Small Forward  | 1,97 m | 23. Dezember 2003  | MLP Academics Heidelberg | Deutschland             |
| 4   | Nicolas Prenn Bozal  | Point Guard    | 1,85 m | 25. Oktober 2005   | ALBA Berlin              | Deutschland             |
| 5   | Renke Hillmer        | Shooting Guard | 1,94 m | 11. Juli 2004      | BBC Bayreuth             | Deutschland             |
| 6   | Jullian Ifeh         | Power Forward  | 2,01 m | 25. September 2003 | TSV Wieblingen           | Deutschland             |
| 7   | Flynn Lange          | Point Guard    | 1,90 m | 15. Februar 2006   | PS Karlsruhe LIONS       | Deutschland             |
| 8   | Pepe Levin Lahr      | Point Guard    | 1,81 m | 25. September 2005 | SG Weiterstadt           | Deutschland             |
| 9   | Carlos Hidalgo Guijo | Point Guard    | 1,85 m | 26. März 1997      | CB Carbajosa             | Spanien                 |
| 11  | Christoph Rupp       | Small Forward  | 1,95 m | 3. März 1994       | MLP Academics Heidelberg | Deutschland             |
| 12  | Rasmus Menger        | Power Forward  | 2,03 m | 11. Juni 2006      | TG Sandhausen            | Deutschland             |
| 15  | Dwain Vidakovic      | Power Forward  | 2,00 m | 20. Juni 2006      | –                        | Deutschland             |
| 22  | Benjamin Höhmann     | Power Forward  | 1,98 m | 20. November 2001  | Aschersleben Tigers BC   | Deutschland             |
| 23  | Jeremy Wontroba      | Small Forward  | 1,93 m | 20. April 2005     | Bayer Giants Leverkusen  | Deutschland             |
| 24  | Paul Peter Skiba     | Center         | 2,03 m | 5. Januar 2006     | TSG Wiesloch             | Deutschland             |
| 28  | David Aichele        | Center         | 2,12 m | 22. Januar 1999    | MLP Academics Heidelberg | Deutschland             |
| 34  | Latrell Großkopf     | Power Forward  | 2,03 m | 20. August 2001    | OrangeAcademy            | Deutschland             |
| 36  | Marko Dordevic       | Power Forward  | 2,00 m | 23. Februar 2003   | ALBA Berlin              | Bosnien und Herzegowina |
| 44  | Felix Angerbauer     | Point Guard    | 1,81 m | 31. März 2003      | Vienna D.C. Timberwolves | Österreich              |

Trainer: Carl Mbassa Co-Trainer: Marcel Kalamorz
Stand: 23.03.2025

## Erfolge
1. Herren
- 2006/07 Aufstieg in die 2. BBL – ProB
- 2012/13 Aufstieg in die 2. BBL – ProB
- 2018/19 Aufstieg in die 2. BBL – ProB

U19-NBBL
- 2006/07 Achtelfinale

## Vergangene Spielzeiten (seit 2007)
- 2007/2008: 12. Platz ProB
- 2008/2009: 16. Platz ProB (Klassenerhalt durch Lizenzverzicht von Telemotive München)
- 2009/2010: 16. Platz ProB (Abstieg in die 1. Regionalliga Süd-West)
- 2010/2011: 10. Platz 1. Regionalliga Süd-West
- 2011/2012: 03. Platz 1. Regionalliga Süd-West
- 2012/2013: 02. Platz 1. Regionalliga Süd-West (Aufstieg in die ProB durch Verzicht des MTV Stuttgart)
- 2013/2014: 11. Platz ProB-Süd
- 2014/2015: 11. Platz ProB-Süd
- 2015/2016: 12. Platz ProB-Süd
- 2016/2017: 03. Platz 1. Regionalliga Süd-West
- 2017/2018: 02. Platz 1. Regionalliga Süd-West
- 2018/2019: 01. Platz 1. Regionalliga Süd-West (Aufstieg in ProB-Süd)
- 2019/2020:   8. Platz ProB-Süd (vorzeitiges Saisonende wegen der COVID-19-Pandemie)
- 2020/2021:   9. Platz ProB-Süd
- 2021/2022:   5. Platz ProB-Süd (Play-off-Achtelfinale)
- 2022/2023:   6. Platz ProB-Süd (Play-off-Viertelfinale)
- 2023/2024:   8. Platz ProB-Süd (Play-off-Achtelfinale)

## Bekannte ehemalige Spieler und Trainer
- Elias Harris (Brose Baskets Bamberg)
- David McCray (MHP Riesen Ludwigsburg)
- Simon Schmitz (BBC Bayreuth)
- Carl Mbassa (Headcoach BIS Baskets Speyer)
- Oliver Komarek (BG Karlsruhe)

## Nachwuchsarbeit
Die Ahorn Camp Baskets betreiben mit dem Ahorn Kids Club ein strukturiertes Angebot für Kinder im Alter von 6 bis 12 Jahren. In regelmäßigen Trainingseinheiten werden Grundlagen des Basketballsports vermittelt. Die Betreuung erfolgt durch ausgebildete Übungsleiter.
Das Programm ist Teil der Jugendarbeit der Basketballabteilung der Ahorn Camp Baskets, die Teams in mehreren Altersklassen stellt. Ziel ist es, Kinder früh an den Sport heranzuführen und langfristig in den Verein einzubinden. Besonders talentierte Spielerinnen und Spieler haben die Möglichkeit, über die Jugendmannschaften an den Leistungssport herangeführt zu werden.